# Ineu
Ineu (pronunciació en romanès: [iˈnew]; en hongarès: Borosjenő; en serbi: Јенопоље / Jenopolje; en turc: Yanova) és una ciutat del comtat d'Arad, a l'oest de Transsilvània (Romania). Es troba a una distància de 57 A km de la capital del comtat Arad. Ocupa uns 116,6 km² de superfície al punt de contacte de la conca de Crișul Alb i l'altiplà de Crișurilor.
Ineu és la porta principal d'entrada a la terra de Zărand (Țara Zarandului). La ciutat administra un poble, Mocrea (Apatelek).
Ineu es va certificar per primera vegada en documents l'any 1214 amb el nom de "Villa Ieneu". Era un centre sanjak als eyalets de Temeşvar i Varat i era conegut com a "Yanova" durant el govern otomà entre 1564 i 1595 i de nou entre 1658 i 1693.

## Població
Segons el cens del 2011 la població de la ciutat té 9078 habitants. Des del punt de vista ètnic, té la següent estructura: el 86,49% són romanesos, el 6,57% hongaresos, el 5,98% gitanos, el 0,34% alemanys, el 0,08% eslovacs i el 0,1% són d'altres nacionalitats o no declarades.

## Atraccions turístiques
Les traces d'habitació d'aquesta zona es perden en la foscor del temps. Els arqueòlegs van excavar artefactes pertanyents a la civilització neolítica (destrals amb forat, eines de sílex, ceràmica), a la civilització dàcia, a l'ocupació romana (línies de fortalesa, ornaments, armes, moles) i fonts que atestiguen la contínua habitabilitat d'aquestes zones.
Ineu era la residència d'una unitat administrativa romanesa anomenada cnezat i era una fortalesa fortament reforçada. El castell d'Ineu fou esmentat com a fortalesa el 1295. Amb una posició estratègica en la defensa de Transsilvània, el castell tenia una vida plena de vicissituds. Pertanyia a les fortaleses de János Hunyadi, després fou ocupada pels turcs diverses vegades, sent la residència d'una unitat territorial d'Osmanli fins que fou transferida en poder de Miquel el Brau. Després d'haver estat conquerida pels Habsburg, es va convertir en la seu del regiment de guardes fronterers.
Aquests períodes i esdeveniments van deixar la seva empremta en el desenvolupament de la ciutat. Després de l'any 1870 es va reconstruir a partir de les seves ruïnes en un estil neoclàssic amb elements del renaixement tardà i barroc.
És un centre econòmic important amb un desenvolupament harmònic dels tres sectors econòmics. A més, és la principal ciutat comercial de la zona (Țara Zarandului). El potencial turístic de la ciutat és elevat: el castell d'Ineu, el conjunt arquitectònic del centre històric de la ciutat, així com les reserves naturals són els principals atractius que mereixen la visita dels turistes que arriben a aquesta regió del país.